# Geração C
Geração C, também chamados de Coronababies, é o grupo demográfico após a Geração Alfa. Os pesquisadores e a mídia usam o começo da COVID-19 (ou fim de 2019) como o início e o meio de 2030 como o fim. Por conta do período de nascimento e desenvolvimento coincidirem com a Pandemia de COVID-19, alguns pesquisadores chegaram a usar a letra "C" em alusão ao Coronavírus, pois consideram a mudança brusca no cotidiano das famílias, como uso de máscaras, distanciamento social, confinamento, fechamento de creches e escolas, entre outros fatores no que é denominado o "novo normal" como um marco que definirá esta geração.
A adoção do home office pelos pais, trouxe um cenário híbrido para o lar, o ambiente familiar tornou-se também ambiente de trabalho, muitas vezes sobrecarregando os pais e responsáveis e deixando os filhos impacientes por conta da barreira tênue entre funções parentais e teletrabalho.